# ハウゼン (フォルヒハイム郡)
ハウゼン (ドイツ語: Hausen) は、ドイツ連邦共和国バイエルン州フォルヒハイム郡（オーバーフランケン行政管区）の町村（以下、本項では便宜上「町」と記述する）。

## 地理

### 位置
この自治体は、エアランゲンとバンベルクの間に位置し、フォルヒハイムに隣接する。

### 自治体の構成
この町は、公式には2つの集落からなる。
- ハウゼン
- ヴィンメルバッハ

## 歴史
ハウゼンの集落は、1007年11月1日のハインリヒ2世からバンベルク司教への贈与証明書中で初めて文献上に現れる。18世紀の終わりに至るまで、バンベルク司教領主は、とりわけ帝国自由都市ニュルンベルクやバイロイト辺境伯と共同で小村を治めていた。こうした、いわゆる共同統治の関係は、1538年のフォルヒハイム協定で確立された。ナポレオン戦争の時代、1806年から1810年の4年間、この村はバイロイト侯領とともにフランス統治下に置かれ、1810年にバイエルン王国領となった。1857年、それまでは帝国自由都市ニュルンベルクとの関係により常に、現在のミッテルフランケン指向で、ヘルツォーゲンアウラハ郡に属していたハウゼンが、初めてフォルヒハイム郡（当時のフォルヒハイム地方裁判所管区）の一部となった。
ハウゼンは、この地がポンティウス・ピラトゥスの出身地であると主張するピラトゥス伝説で、ドイツ全土に知られている。具体的には、旧住宅番号48から73がその生家跡だと言われている。

## 行政

### 議会
ハウゼンの議会は、首長を含む17議席で構成される。

### 紋章
図柄: 上下二分割。下部はさらに左右に分割される。上部は金地で、黒い水車の上半分。下部の向かって左は、それぞれ角度を変えた斜めの2本の銀の帯によって黒と赤に切り分けられる。向かって右は、銀地に赤い斜めのヤシの枝。

## 産業
20世紀になるまで、ここは基本的に農村であった。現在、ここには、主に近隣の中心都市であるエアランゲンやニュルンベルクへの通勤者が暮らしている。この町の主要産業としては、瓦製造の Lafarge/Braasがある。1970年代からは、ライン＝マイン＝ドナウ運河やアウトバーンA73（フランケン高速道路）がハウゼンを通るようになった。一方、1892年から走っており町内に停車駅もあった、ヘーヒシュタット・アン・デア・アイシュ行きの鉄道路線は廃止された。

## スポーツ
ハウゼンは、女子サッカークラブが知られている。

## 見所
町の中心には、1468年にニュルンベルクの貴族ハラー・フォン・ハラーシュタインが建てた教会があるが、これは後にバロック様式に改築されたものである。ツーリストに人気なのは、農民が畑の灌漑に用いた、レグニッツ川の歴史的な水車である。かつてはこうした水車が約30基あった。また村の小博物館も見所の一つで、村の概要と歴史を知るのに最適である。

## 引用
1. ↑  https://www.statistikdaten.bayern.de/genesis/online?operation=result&code=12411-003r&leerzeilen=false&language=de Genesis-Online-Datenbank des Bayerischen Landesamtes für Statistik Tabelle 12411-003r Fortschreibung des Bevölkerungsstandes: Gemeinden, Stichtag (Einwohnerzahlen auf Grundlage des Zensus 2011)
2. ↑  Bayerische Landesbibliothek Online